# Scornicești
Scornicești romániai város Olt megyében. Lakosainak száma 2002-ben 12 802 volt. A városhoz 13 falut csatoltak, összes területe 159 km², ezzel a legnagyobb területű város a megyében, megelőzve a megyeszékhely Slatinát.

## Híres szülötte
Scorniceștien született a kommunista Románia vezetője, Nicolae Ceaușescu, aki itt élt 11 éves koráig. Ceaușescu mintavárossá akarta fejleszteni szülőfaluját, így 1988-ban elkezdte lebontatni a hagyományos házakat és tömbházakat építtetett a helyükre. A buldózerek azonban épen hagyták a vezető szülőházát, így ez mára a helyi nevezetességek egyike. Ceaușescu ezenkívül egy hatalmas, 18 000 férőhelyes stadiont is építtetett a helyi labdarúgócsapat, az FC Olt számára. A csapat Ceaușescu segítségével feljutott az első osztályba, ma azonban ismét a negyedosztályban játszik.
Dinel Staicu román milliomos bejelentette, hogy Ceaușescu-múzeumot készül alapítani a városban.